# Soledad Onetto
Pour les articles homonymes, voir Onetto.
María Soledad Onetto González (née le 27 juillet 1976 à Santiago du Chili), est une journaliste et présentatrice de télévision chilienne.

## Filmographie

### Émissions
- 1998 - 1999 : El pulso (Canal 2 Rock & Pop) : Journaliste et Présentatrice
- 2000 : Internet y tecnologia (Full Canal) : Présentatrice
- 2001 - 2002 : Cara y Sello (Mega) : Présentatrice
- 2001 - 2009 : Teletrece (Canal 13) : Présentatrice de nouvelles
- 2004 : Acoso texual (Canal 13) : Panéliste
- 2004 - 2005 : Estamos conectados (13C) : Présentatrice
- 2005 : Telenoche (Canal 13) : Présentatrice de nouvelles
- 2006 : Viva la mañana (Canal 13) : Présentatrice
- 2008 : Cásate conmigo (Canal 13) : Présentatrice
- 2008 : En contexto (13C) : Présentatrice
- 2009 : L Festival de Viña del Mar (TVN / Canal 13) : Présentatrice (avec Felipe Camiroaga)
- 2010 : LI Festival de Viña del Mar (TVN / Canal 13) : Présentatrice (avec Felipe Camiroaga)
- 2012 - 2013 : En pauta (Mega) : Présentatrice de nouvelles
- 2013 - 2019 : Ahora Noticias Central (Mega) : Présentatrice de nouvelles
- 2013 - présent : Patio de los Naranjos (Mega) : Présentatrice
- 2019 - présent : Meganoticias Prime (Mega) : Présentatrice de nouvelles